# Cinderella (film, 1922)
Pour les articles homonymes, voir Cinderella.
Pour plus de détails, voir Fiche technique et Distribution.
Cinderella  est un court métrage d'animation sorti en 1922 produit le studio Laugh-O-Gram, fondé par Walt Disney à Kansas City, avant sa mise en faillite en juillet 1923 et le départ de Walt pour Hollywood.

## Synopsis
Cendrillon, exploitée par ses deux demi-sœurs, ne peut se rendre au bal organisé en l’honneur du prince. Mais lorsque sa marraine la fée lui rend visite, cette dernière transforme ses loques en robe et lui fournit un carrosse. Elle a jusqu’à minuit pour profiter de la fête. Sur place, le prince s’éprend de la jeune fille, mais elle doit hélas vite s’enfuir, perdant sa chaussure durant le trajet. Le prince recherche dès lors partout sa propriétaire… 

## Fiche technique
- Titre original : Cinderella 
  - Titre alternatif : The Slipper-y Kid[2]
- Série : Laugh-O-Gram
- Réalisateur : Walt Disney
- Scénario[3] : Walt Pfeiffer d'après Charles Perrault
- Animateur[3],[4] : Walt Disney, Hugh Harman, Rudolf Ising, Ub Iwerks, Carman Maxwell, Lorey Taque, Otto Walliman
- Producteur : Walt Disney
- Production : Laugh-O-Gram Films
- Distribution : Leslie B. Mace
- Genre : dessin animé comique
- Format d'image : Noir et Blanc muet
- Durée[3] : 7 minutes
- Langue : anglais
- Pays de production :  États-Unis
- Date de sortie : 6 décembre 1922

## Commentaires
Durant de nombreuses années Cinderella  a été considéré comme l'un des courts-métrages du studio à ne pas avoir survécu. En octobre 2010, deux historiens de l'animation du Museum of Modern Art de New York, David Gerstein et Cole Johnson, annoncent avoir découvert deux dessins animés disparus catalogués sous des noms alternatifs. Dans les archives du MoMA, Cole Johnson a retrouvé Goldie Locks and The Three Bears sous le titre The Peroxide Kid donné lors d'une rediffusion de 1929 tandis que Gerstein a retrouvé Jack The Giant Killer sous le nom The K-O Kid. Gerstein précise qu'il a aussi découvert les deux derniers films considérés comme perdu Cinderella et Jack and The Beanstalk dans une collection privée.